# Mourad Boudjellal
Mourad Boudjellal (Ollioules, 5 giugno 1960) è un editore e dirigente sportivo francese, fondatore della casa editrice Soleil Production nonché ex proprietario e presidente del club di rugby a 15 del Tolone.

## Biografia
Di origini algerine e armene, crebbe appassionato di fumetti e a 17 anni pubblicò una sua prima striscia; a 19 fondò un festival tematico nella cittadina di Hyères.
A 29 anni fondò la casa editrice Soleil Productions con cui pubblicò alcune serie divenute molto popolari in Francia, fra cui Rahan, il figlio dei tempi selvaggi, Mandrake il mago e Tarzan.
Nel 2005 acquistò le quote di maggioranza del Rugby Club Toulonnais, all’epoca militante in seconda divisione nazionale.
A seguito degli investimenti nel club (tra tutti, l’acquisto nel 2006 del neozelandese Tana Umaga e nel 2009 dell’inglese Jonny Wilkinson), il Tolone collezionò una vasta serie di successi anche fuori dall’ambito francese, conquistando tre titoli di campione d'Europa di club e 2 titoli di Challenge Cup oltre alla vittoria del titolo di Francia nel 2014. 
Nel 2020, dopo aver retto la presidenza e la proprietà del club rugbystico per quasi quindici anni, Boudjellal ha venduto le proprie quote azionarie del Tolone dimettendosi dalla carica di presidente del club.
Oppositore del Rassemblement National di Marine Le Pen, nel 2017 intervenne a favore di Emmanuel Macron durante un evento elettorale a Parigi.
Voci di una sua possibile candidatura all’Assemblea nazionale con La République En Marche furono smentite da lui stesso, e successivamente lo stesso partito dichiarò di essere stato la causa involontaria dello spargimento di tale voce a causa di un’erronea inclusione di Boudjellal nell’elenco dei candidati in un comunicato stampa.